# Glenea baramensis
Glenea baramensis är en skalbaggsart som beskrevs av Stefan von Breuning 1950. Glenea baramensis ingår i släktet Glenea och familjen långhorningar.
Artens utbredningsområde är Sarawak. Inga underarter finns listade i Catalogue of Life.